# Großer Illing
Der Illing mit seinem Hauptgipfel Großer Illing 1313 m ü. NHN ist ein Berg in den Walchenseebergen in den Bayerischen Voralpen. Er bildet einen dem Heimgarten nordwestlich vorgelagerten größtenteils bewaldeten Grat mit ostwestwärtiger Ausrichtung. Östlich des Hauptgipfels befindet sich der ansonsten namenlose höchste Punkt, ostwärts Richtung Ohlstadt der Nebengipfel Kleiner Illing sowie der Burgstall der Veste Schaumburg. Darunter noch die Kaltwasserfälle, eine kleine Serie von Wasserfällen der Kaltwasserlaine, die im Tal zwischen Illing und Rauheckgrat entsteht.
Kleiner und Großer Illing können als leichte bis mittelschwere Bergwanderung erreicht werden.